# VW Tharu XR

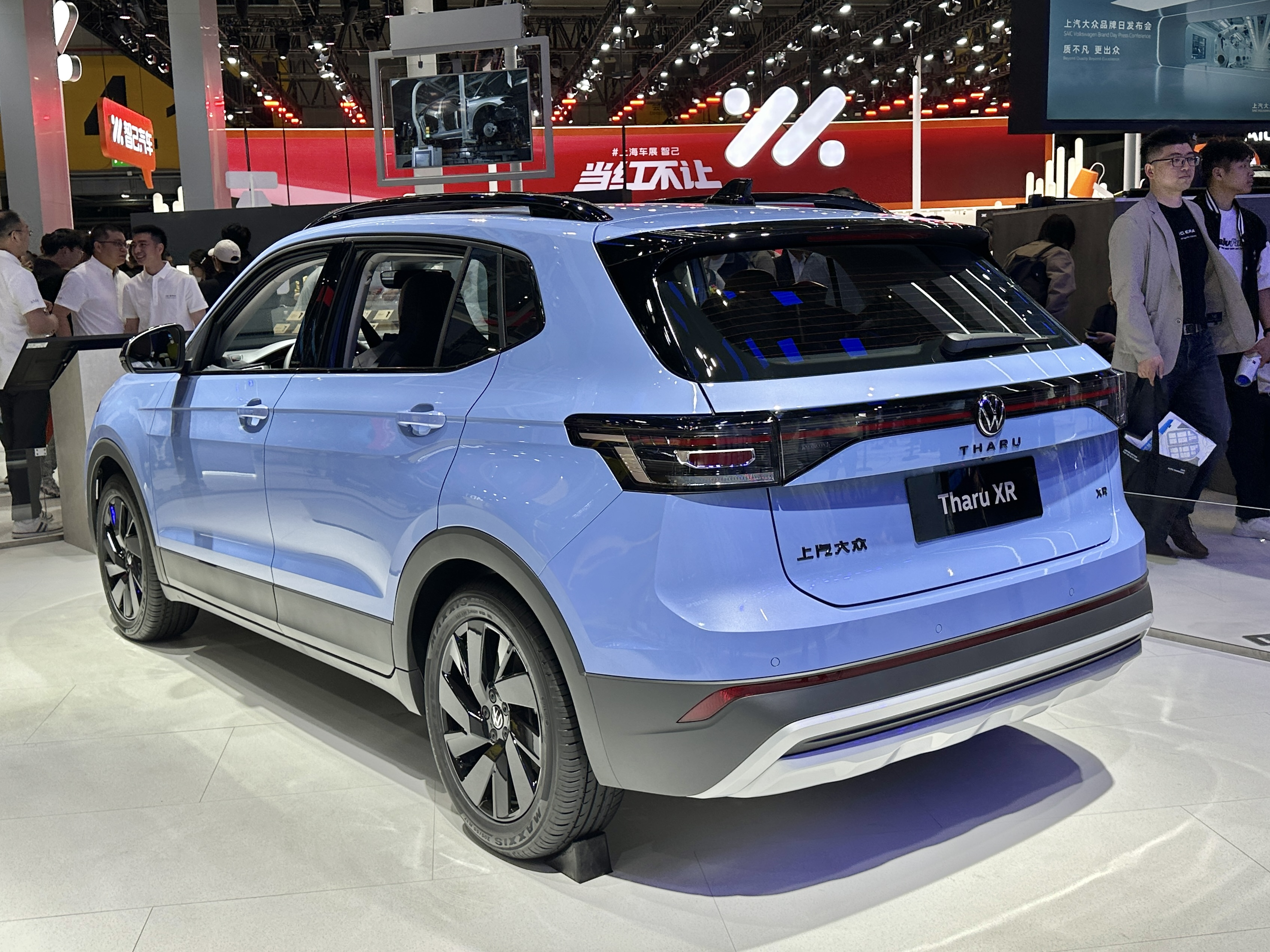
Heckansicht

Der VW Tharu XR ist ein Sport Utility Vehicle von Volkswagen, das ausschließlich in der Volksrepublik China angeboten wird.

## Geschichte
Offiziell vorgestellt wurde das Fahrzeug im Juni 2024. Der Verkauf in China begann im August 2024 auf der Chengdu Auto Show. Gebaut wird das SUV bei SAIC-Volkswagen. Dort ist es zwischen den Modellen T-Cross und Tharu positioniert.

## Technik
Der Tharu XR ist 4,36 Meter lang, 1,76 Meter breit und 1,61 Meter hoch. Der Radstand beträgt wie beim chinesischen T-Cross 2,65 Meter. Technisch basiert der Wagen auf dem Modularen Querbaukasten A0 der Volkswagen AG. Angetrieben wird der Tharu XR von einem 1,5-Liter-Ottomotor, der mit Saugrohreinspritzung 81 kW (110 PS) und mit Turbolader 118 kW (160 PS) leistet.

## Technische Daten
|                                | 1.5                        | 300 TSI                          |
| Bauzeitraum                    | seit 08/2024               | seit 08/2024                     |
| Motorkenndaten                 |                            |                                  |
| Motorbaureihe                  | VW EA211 evo               | VW EA211 evo                     |
| Motortyp                       | R4-Ottomotor               | R4-Ottomotor                     |
| Motoraufladung                 | —                          | Turbolader                       |
| Hubraum                        | 1498 cm³                   | 1498 cm³                         |
| max. Leistung bei min−1        | 81 kW (110 PS) bei 6200    | 118 kW (160 PS) bei 5500         |
| max. Drehmoment bei min−1      | 141 Nm bei 4100            | 250 Nm bei 1750–4000             |
| Kraftübertragung               |                            |                                  |
| Antrieb, serienmäßig           | Vorderradantrieb           | Vorderradantrieb                 |
| Getriebe, serienmäßig          | 6-Stufen-Automatikgetriebe | 7-Stufen-Doppelkupplungsgetriebe |
| Messwerte                      |                            |                                  |
| Höchstgeschwindigkeit          | 182 km/h                   | 190 km/h                         |
| Beschleunigung, 0–100 km/h     | k. A.                      | 8,8 s                            |
| Leergewicht                    | 1275 kg                    | 1335 kg                          |
| Kraftstoffverbrauch auf 100 km | 6,4 l Super                | 5,7 l Super                      |
| Abgasnorm                      | China VI                   | China VI                         |